# 패리스 (메인주)

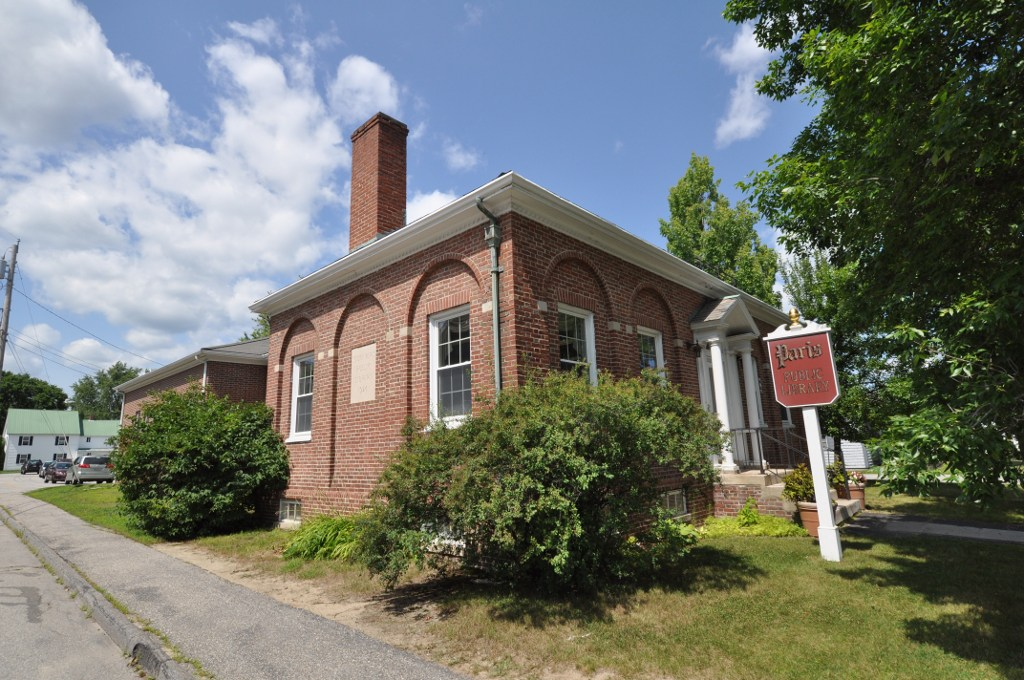
패리스 공공도서관

패리스(Paris)는 미국 메인주 옥스퍼드군의 도시로, 군청 소재지이다. 2010년 기준으로 인구는 5,183명이다. 미국 우체국이 도시 전체를 사우스패리스(South Paris)라고 부르기 때문에, 사우스패리스라고도 불린다.

## 지리
미국 인구 조사국에 따르면 전체 면적은 106.11 km 2이며, 이 중 육지 105.59 km 2, 수역은 0.52 km 2로, 수역 비율은 0.49%이다. 도시에는 리틀앤드로스코긴 강이 흐르고 있다. 또한, 메인 도로 26호선, 117호선, 118호선, 119호선이 지나고 있다.

## 인구
| 인구조사              | 인구  | Note  | %±     |
| --------------------- | ----- | ----- | ------ |
| 1800년                | 844   |       | —      |
| 1810년                | 1,320 |       | 56.4%  |
| 1820년                | 1,844 |       | 39.7%  |
| 1830년                | 2,306 |       | 25.1%  |
| 1840년                | 2,454 |       | 6.4%   |
| 1850년                | 2,882 |       | 17.4%  |
| 1860년                | 2,827 |       | −1.9%  |
| 1870년                | 2,765 |       | −2.2%  |
| 1880년                | 2,931 |       | 6.0%   |
| 1890년                | 3,156 |       | 7.7%   |
| 1900년                | 3,225 |       | 2.2%   |
| 1910년                | 3,436 |       | 6.5%   |
| 1920년                | 3,656 |       | 6.4%   |
| 1930년                | 3,761 |       | 2.9%   |
| 1940년                | 4,094 |       | 8.9%   |
| 1950년                | 4,358 |       | 6.4%   |
| 1960년                | 3,601 |       | −17.4% |
| 1970년                | 3,739 |       | 3.8%   |
| 1980년                | 4,168 |       | 11.5%  |
| 1990년                | 4,492 |       | 7.8%   |
| 2000년                | 4,793 |       | 6.7%   |
| 2010년                | 5,183 |       | 8.1%   |
| 2014 (추산)           | 5,113 | [ 2 ] | −1.4%  |
| U.S. Decennial Census |       |       |        |